# 天宁区
天宁区是中国江苏省常州市所辖的一个市辖区，以1300多年历史的“东南第一丛林”天宁寺坐落其间而得名。境内交通便捷，沪宁高铁、新京杭大运河、沪宁高速公路穿境而过，常州火车站、汽车站坐落辖区。全区总面积为67.38平方公里。區人民政府駐政府青龍街道。

## 行政区划
天宁区下辖6个街道办事处、1个镇：
雕庄街道、青龙街道、茶山街道、红梅街道、天宁街道、兰陵街道和郑陆镇。

## 历史区划调整
天宁区历史上经过三次区划调整，第一次于1987年1月，原广化区撤消，其下辖古村、清凉、兰陵三个街道划归天宁区领导和管理；第二次于2002年4月，撤消常州郊区行政建制，原郊区雕庄、茶山、青龙、红梅4个乡划归天宁区；第三次于2003年11月，4个乡撤乡建街，原城区新丰街道和水门桥街道、局前街道和古村街道实施合并。

## 交通

### 公路干线
- 沪蓉高速
- 312国道

### 铁路
- 沪宁高速铁路

### 地铁
常州地铁2号线

## 經濟
居民人均消费水平居长三角城市前列。2011年，全区实现地区生产总值351亿元，地方一般预算收入35.7亿元，分别比上年增长16.7%、21.9%。

## 人口
根據第七次全国人口普查數據顯示，截至2020年11月1日零時，天寧區常住人口為668906人，佔常州市的12.67%，2021年，全区户籍人口 48.49 万人。

## 风景名胜
天宁寺、红梅公园（文笔塔、红梅阁）、东坡公园